# Segunda División de Balompié Mexicano 2023 B
El torneo 2023 B será la III edición del campeonato de liga de la Segunda División de Balompié Mexicano. Comenzó el 12 de agosto y finalizó el 16 de diciembre.

## Cambios
- Se integran a la división los equipos Tecos Temascalapa FC, FC Albiazul, Atlético Murciélagos FC y Paseos Mamuts FC.
- Los equipos Neza B, Cóndor B y Toros B dejaron de existir.
- Halcones de Querétaro pasa a la Zona del Bajío.
- Águilas Naucalpan cambia de nombre y jugará como CF Cantera
- Se abre la zona del Bajío.
- Jaguares FC cambia de nombre y jugará como Inter Amecameca B.
- Para este torneo se hace una modificación, en caso de empate con goles, se jugará un punto extra por la vía de los penales.
- El equipo Gullit Peña FC se retiró de la temporada al no estar de acuerdo con las sanciones impuestas por abandonar el terreno de juego al minuto 37 vs Delfines de Tlajomulco FC.

## Sistema de competencia
Se divide en dos zonas, centro y bajío, cada zona tendrá su torneo.
Torneo largo a dos vueltas, acceden los cuatro mejor ubicados en la tabla general a la liguilla por el título, para este torneo se abre la posibilidad de ascenso.
El campeón de la zona centro y el campeón de la zona del bajío se enfrentarán en un campeón de campeones.
El sistema de puntos es ligeramente distinto al de las demás ligas: se otorgan tres puntos por victoria; un punto por empate, siempre y cuando se anoten goles en el partido; y cero puntos por derrota.

## Equipos participantes

### Zona Centro
| Club                    | Entrenador          | Ciudad                                | Estadio                       | Capacidad | Fundación | Patrocinador                 | Kit         | Filial             |
| ----------------------- | ------------------- | ------------------------------------- | ----------------------------- | --------- | --------- | ---------------------------- | ----------- | ------------------ |
| Ángeles Neza FC         | José Manuel Doce    | Nezahualcóyotl, Estado de México      | Metropolitano                 | 1 800     |           | Agencia de Enfermería Italia | Alve        |                    |
| Atlético Murciélagos FC | Mario Trejo         | Valle de Chalco, Estado de México     | Polideportivo Valle de Chalco | N/D       |           |                              |             |                    |
| CF Cantera              | Alejandro González  | Naucalpan de Juárez, Estado de México | 12 de Mayo                    | 500       |           | Cinemex                      | Elasport    |                    |
| CAR Veolaia             | Tania Velázquez     | Tonanitla, Estado de México           | Unidad Deportiva Tonanitla    | 200       |           |                              | Mooh Sports |                    |
| Fútbol Club Albiazul    | Alfonso Canté       | Tultitlán, Estado de México           | Deportivo Cartagena           | 200       |           |                              | JAG         |                    |
| Paseos Mamuts FC        | Jorge Jiménez       | Tecámac, Estado de México             | Deportivo Galaxias            | 200       |           | Tecámac Deportes             | Ninguno     |                    |
| Inter Amecameca B       | Sergio Quintero     | Iztapalapa, Ciudad de México          | San Pedro Tempilulis          | 200       |           |                              | Nike        | Inter Amecameca FC |
| Tecos Temascalapa FC    | Alejandro Gutiérrez | Temascalapa, Estado de México         | El Aljibe                     | 500       |           | Temascalapa                  | Ninguno     |                    |

### Zona Bajío
| Club                  | Entrenador | Ciudad                           | Estadio                    | Capacidad | Fundación | Patrocinador   | Kit | Filial |
| --------------------- | ---------- | -------------------------------- | -------------------------- | --------- | --------- | -------------- | --- | ------ |
| Halcones de Querétaro |            | El Salitre, Querétaro            | El Salitre                 | 0         |           | Seguros People |     |        |
| Delfines FC           |            | Tlajomulco, Jalisco              | Centro Deportivo Del Valle | 500       |           |                |     |        |
| Furia Verde FC        |            | León de los Aldama, Guanajuato   | CODE Las Joyas             | 500       |           |                |     |        |
| CD Jusakk             |            | Santiago de Querétaro, Querétaro | U. D. Reforma              | 1 000     |           |                |     |        |
| Club Canchola         |            | León de los Aldama, Guanajuato   | CODE Las Joyas             | 500       |           |                |     |        |

## Torneo regular

### Zona Centro
| Jornada 1            | Jornada 1 | Jornada 1         | Jornada 1               | Jornada 1    | Jornada 1 | Jornada 1 |
| Local                | Resultado | Visitante         | Estadio                 | Fecha        | Hora      |           |
| -------------------- | --------- | ----------------- | ----------------------- | ------------ | --------- | --------- |
| Tecos Temascalapa FC | 2 - 0     | Murciélagos CDMX  | El Aljibe               | 12 de agosto | 13:00     |           |
| CAR Veolaia          | 0 - 0     | CF Cantera        | U. D. Jesús Mena Campos | 12 de agosto | 15:30     |           |
| Ángeles Neza FC      | 6 - 0     | Paseos Mamuts FC  | Metropolitano           | 12 de agosto | 17:00     |           |
| FC Albiazul          | 9 - 0     | Inter Amecameca B | Deportivo Cartagena     | 13 de agosto | 15:00     |           |

| Jornada 2         | Jornada 2     | Jornada 2            | Jornada 2          | Jornada 2    | Jornada 2 | Jornada 2 |
| Local             | Resultado     | Visitante            | Estadio            | Fecha        | Hora      |           |
| ----------------- | ------------- | -------------------- | ------------------ | ------------ | --------- | --------- |
| Inter Amecameca B | 0 - 4         | Ángeles Neza FC      | Francisco Flores   | 18 de agosto | 11:00     |           |
| Murciélagos CDMX  | (8) 1 - 1 (7) | FC Albiazul          | Ciudad Deportiva   | 18 de agosto | 12:00     |           |
| Paseos Mamuts FC  | 0 - 3         | CAR Veolaia          | Deportivo Galaxias | 29 de agosto | 14:00     |           |
| CF Cantera        | 1 - 3         | Tecos Temascalapa FC | 12 de mayo         | 20 de agosto | 15:00     |           |

| Jornada 3            | Jornada 3     | Jornada 3            | Jornada 3               | Jornada 3    | Jornada 3 | Jornada 3 |
| Local                | Resultado     | Visitante            | Estadio                 | Fecha        | Hora      |           |
| -------------------- | ------------- | -------------------- | ----------------------- | ------------ | --------- | --------- |
| CAR Veolaia          | 8 - 0         | Inter Amecameca B    | U. D. Jesús Mena Campos | 26 de agosto | 14:00     |           |
| Paseos Mamuts FC     | 1 - 11        | CF Cantera           | Deportivo Galaxias      | 27 de agosto | 12:00     |           |
| Fútbol Club Albiazul | (1) 3 - 3 (2) | Tecos Temascalapa FC | Deportivo Cartagena     | 27 de agosto | 15:00     |           |
| Ángeles Neza FC      | 5 - 2         | Murciélagos CDMX     | Metropolitano           | 28 de agosto | 12:00     |           |

| Jornada 4            | Jornada 4 | Jornada 4       | Jornada 4        | Jornada 4       | Jornada 4 | Jornada 4 |
| Local                | Resultado | Visitante       | Estadio          | Fecha           | Hora      |           |
| -------------------- | --------- | --------------- | ---------------- | --------------- | --------- | --------- |
| Inter Amecameca B    | 5 - 2     | Paseos Mamuts   | Francisco Flores | 1 de septiembre | 11:00     |           |
| Murciélagos CDMX     | 2 - 3     | CAR Veolaia     | Ciudad Deportiva | 1 de septiembre | 15:00     |           |
| Tecos Temascalapa FC | 4 - 0     | Ángeles Neza FC | El Aljibe        | 2 de septiembre | 13:00     |           |
| CF Cantera           | 1 - 2     | FC Albiazul     | 12 de mayo       | 3 de septiembre | 15:00     |           |

| Jornada 5         | Jornada 5 | Jornada 5            | Jornada 5               | Jornada 5        | Jornada 5 | Jornada 5 |
| Local             | Resultado | Visitante            | Estadio                 | Fecha            | Hora      |           |
| ----------------- | --------- | -------------------- | ----------------------- | ---------------- | --------- | --------- |
| Inter Amecameca B | 0 - 4     | CF Cantera           | Francisco Flores        | 8 de septiembre  | 12:00     |           |
| CAR Veolaia       | 2 - 1     | Tecos Temascalapa FC | U. D. Jesús Mena Campos | 9 de septiembre  | 14:00     |           |
| Paseos Mamuts FC  | 0 - 3     | Murciélagos CDMX     | Deportivo Galaxias      | 10 de septiembre | 12:00     |           |
| Ángeles Neza FC   | 2 - 1     | FC Albiazul          | Metropolitano           | 11 de septiembre | 12:00     |           |

| Jornada 6            | Jornada 6 | Jornada 6         | Jornada 6                     | Jornada 6        | Jornada 6 | Jornada 6 |
| Local                | Resultado | Visitante         | Estadio                       | Fecha            | Hora      |           |
| -------------------- | --------- | ----------------- | ----------------------------- | ---------------- | --------- | --------- |
| Tecos Temascalapa FC | 11 - 0    | Paseos Mamuts FC  | El Aljibe                     | 16 de septiembre | 13:00     |           |
| FC Albiazul          | 2 - 1     | CAR Veolaia       | Deportivo Cartagena           | 17 de septiembre | 13:00     |           |
| Ángeles Neza FC      | 4 - 3     | CF Cantera        | Deportivo Nezahualcóyotl      | 18 de septiembre | 12:00     |           |
| Murciélagos CDMX     | 4 - 0     | Inter Amecameca B | Polideportivo Valle de Chalco | 7 de octubre     | 16:00     |           |

| Jornada 7         | Jornada 7 | Jornada 7            | Jornada 7               | Jornada 7        | Jornada 7 | Jornada 7 |
| Local             | Resultado | Visitante            | Estadio                 | Fecha            | Hora      |           |
| ----------------- | --------- | -------------------- | ----------------------- | ---------------- | --------- | --------- |
| Inter Amecameca B | 0 - 6     | Tecos Temascalapa FC | San Pedro Tempilulis    | 22 de septiembre | 12:30     |           |
| CAR Veolaia       | 2 - 1     | Ángeles Neza FC      | U. D. Jesús Mena Campos | 23 de septiembre | 14:00     |           |
| Paseos Mamuts FC  | 0 - 5     | FC Albiazul          | Deportivo Galaxias      | 24 de septiembre | 12:00     |           |
| CF Cantera        | 1 - 0     | Murciélagos CDMX     | 12 de mayo              | 24 de septiembre | 15:00     |           |

| Jornada 8         | Jornada 8 | Jornada 8            | Jornada 8                     | Jornada 8        | Jornada 8 | Jornada 8 |
| Local             | Resultado | Visitante            | Estadio                       | Fecha            | Hora      |           |
| ----------------- | --------- | -------------------- | ----------------------------- | ---------------- | --------- | --------- |
| Inter Amecameca B | 2 - 10    | FC Albiazul          | Deportivo Amacuzac            | 29 de septiembre | 12:00     |           |
| Murciélagos CDMX  | 0 - 1     | Tecos Temascalapa FC | Polideportivo Valle de Chalco | 29 de septiembre | 16:00     |           |
| Paseos Mamuts FC  | 1 - 6     | Ángeles Neza FC      | Deportivo Galaxias            | 1 de octubre     | 15:00     |           |
| CF Cantera        | 0 - 3     | CAR Veolaia          | 12 de mayo                    | 1 de octubre     | 15:00     |           |

| Jornada 9            | Jornada 9 | Jornada 9         | Jornada 9               | Jornada 9    | Jornada 9 | Jornada 9 |
| Local                | Resultado | Visitante         | Estadio                 | Fecha        | Hora      |           |
| -------------------- | --------- | ----------------- | ----------------------- | ------------ | --------- | --------- |
| Ángeles Neza FC      | 4 - 3     | Inter Amecameca B | Metropolitano           | 3 de octubre | 12:00     |           |
| FC Albiazul          | 5 - 2     | Murciélagos CDMX  | Deportivo Cartagena     | 3 de octubre | 16:00     |           |
| Tecos Temascalapa FC | 2 - 3     | CF Cantera        | El Aljibe               | 4 de octubre | 13:00     |           |
| CAR Veolaia          | 13 - 2    | Paseos Mamuts FC  | U. D. Jesús Mena Campos | 7 de octubre | 14:00     |           |

| Jornada 10           | Jornada 10 | Jornada 10       | Jornada 10                    | Jornada 10    | Jornada 10 | Jornada 10 |
| Local                | Resultado  | Visitante        | Estadio                       | Fecha         | Hora       |            |
| -------------------- | ---------- | ---------------- | ----------------------------- | ------------- | ---------- | ---------- |
| Inter Amecameca B    | 0 - 3      | CAR Veolaia      | Francisco Flores              | Cancelado     | N/D        |            |
| Murciélagos CDMX     | 3 - 0      | Ángeles Neza FC  | Polideportivo Valle de Chalco | 31 de octubre | 16:00      |            |
| Tecos Temascalapa FC | 0 - 0      | FC Albiazul      | El Aljibe                     | 7 de octubre  | 13:00      |            |
| CF Cantera           | 5 - 1      | Paseos Mamuts FC | 12 de mayo                    | 26 de octubre | 12:00      |            |

| Jornada 11       | Jornada 11    | Jornada 11           | Jornada 11              | Jornada 11    | Jornada 11 | Jornada 11 |
| Local            | Resultado     | Visitante            | Estadio                 | Fecha         | Hora       |            |
| ---------------- | ------------- | -------------------- | ----------------------- | ------------- | ---------- | ---------- |
| CAR Veolaia      | 4 - 1         | Murciélagos CDMX     | U. D. Jesús Mena Campos | 14 de octubre | 14:00      |            |
| Paseos Mamuts FC | 2 - 1         | Inter Amecameca B    | Deportivo Galaxias      | 14 de octubre | 16:00      |            |
| FC Albiazul      | (2) 1 - 1 (4) | CF Cantera           | Deportivo Cartagena     | 15 de octubre | 15:00      |            |
| Ángeles Neza FC  | (5) 3 - 3 (6) | Tecos Temascalapa FC | Metropolitano           | 16 de octubre | 12:00      |            |

| Jornada 12           | Jornada 12 | Jornada 12        | Jornada 12                    | Jornada 12     | Jornada 12 | Jornada 12 |
| Local                | Resultado  | Visitante         | Estadio                       | Fecha          | Hora       |            |
| -------------------- | ---------- | ----------------- | ----------------------------- | -------------- | ---------- | ---------- |
| Murciélagos CDMX     | 7 - 1      | Paseos Mamuts FC  | Polideportivo Valle de Chalco | 20 de octubre  | 16:00      |            |
| Tecos Temascalapa FC | 3 - 2      | CAR Veolaia       | El Aljibe                     | 21 de octubre  | 13:00      |            |
| FC Albiazul          | 1 - 0      | Ángeles Neza FC   | Deportivo Cartagena           | 22 de octubre  | 15:00      |            |
| CF Cantera           | 0 - 3      | Inter Amecameca B | 12 de mayo                    | 2 de noviembre | 12:00      |            |

| Jornada 13        | Jornada 13 | Jornada 13           | Jornada 13              | Jornada 13    | Jornada 13 | Jornada 13 |
| Local             | Resultado  | Visitante            | Estadio                 | Fecha         | Hora       |            |
| ----------------- | ---------- | -------------------- | ----------------------- | ------------- | ---------- | ---------- |
| Inter Amecameca B | 0 - 3      | Murciélagos FC       | Deportivo Amacuzac      | 27 de octubre | 12:00      |            |
| CAR Veolaia       | 2 - 1      | FC Albiazul          | U. D. Jesús Mena Campos | 28 de octubre | 14:00      |            |
| Paseos Mamuts FC  | 0 - 3      | Tecos Temascalapa FC | Deportivo Galaxias      | 29 de octubre | 11:00      |            |
| CF Cantera        | 0 - 3      | Ángeles Neza FC      | 12 de mayo              | 29 de octubre | 15:00      |            |

| Jornada 14           | Jornada 14    | Jornada 14        | Jornada 14                    | Jornada 14     | Jornada 14 | Jornada 14 |
| Local                | Resultado     | Visitante         | Estadio                       | Fecha          | Hora       |            |
| -------------------- | ------------- | ----------------- | ----------------------------- | -------------- | ---------- | ---------- |
| Murciélagos CDMX     | 3 - 0         | CF Cantera        | Polideportivo Valle de Chalco | 3 de noviembre | 16:00      |            |
| Tecos Temascalapa FC | 10-0          | Inter Amecameca B | El Aljibe                     | 4 de noviembre | 13:00      |            |
| FC Albiazul          | 9 - 0         | Paseos Mamuts FC  | Deportivo Cartagena           | 5 de noviembre | 15:00      |            |
| Ángeles Neza FC      | (4) 1 - 1 (5) | CAR Veolaia       | La Salle Neza                 | 6 de noviembre | 12:00      |            |

### Zona Bajío
| Delfines de Tlajomulco FC | (3)1-1(5) | Canchola FC           | Deportivo del Valle | 9 de septiembre  | 16:30          |                |                |                |
| Halcones de Querétaro     | 2 - 0     | Club Deportivo Jusakk | El Salitre          | 27 de septiembre | 16:45          |                |                |                |
| DESCANSO:                 | DESCANSO: | DESCANSO:             | Furia Verde FC      | Furia Verde FC   | Furia Verde FC | Furia Verde FC | Furia Verde FC | Furia Verde FC |

| Furia Verde FC | 1 - 0     | Delfines de Tlajomulco FC | CODE Las Joyas        | 15 de septiembre      | 18:00                 |                       |                       |                       |
| Canchola FC    | 1 - 3     | Club Deportivo Jusakk     | CODE Las Joyas        | 17 de septiembre      | 15:00                 |                       |                       |                       |
| DESCANSO:      | DESCANSO: | DESCANSO:                 | Halcones de Querétaro | Halcones de Querétaro | Halcones de Querétaro | Halcones de Querétaro | Halcones de Querétaro | Halcones de Querétaro |

| Halcones de Querétaro | 7 - 2     | Canchola FC    | El Salitre                | 23 de septiembre          | 16:00                     |                           |                           |                           |
| Club Deportivo Jusakk | 2 - 0     | Furia Verde FC | UD Reforma                | 23 de septiembre          | 16:00                     |                           |                           |                           |
| DESCANSO:             | DESCANSO: | DESCANSO:      | Delfines de Tlajomulco FC | Delfines de Tlajomulco FC | Delfines de Tlajomulco FC | Delfines de Tlajomulco FC | Delfines de Tlajomulco FC | Delfines de Tlajomulco FC |

| Furia Verde FC            | 3 - 4     | Halcones de Querétaro | CODE Las Joyas      | 29 de septiembre | 18:00       |             |             |             |
| Delfines de Tlajomulco FC | 1 - 2     | Club Deportivo Jusakk | Deportivo del Valle | 4 de octubre     | 16:30       |             |             |             |
| DESCANSO:                 | DESCANSO: | DESCANSO:             | Canchola FC         | Canchola FC      | Canchola FC | Canchola FC | Canchola FC | Canchola FC |

| Halcones de Querétaro | 2 - 1     | Delfines de Tlajomulco | El Salitre            | 7 de octubre          | 16:00                 |                       |                       |                       |
| Canchola FC           | 5 - 1     | Furia Verde FC         | CODE Las Joyas        | 8 de octubre          | 15:00                 |                       |                       |                       |
| DESCANSO:             | DESCANSO: | DESCANSO:              | Club Deportivo Jusakk | Club Deportivo Jusakk | Club Deportivo Jusakk | Club Deportivo Jusakk | Club Deportivo Jusakk | Club Deportivo Jusakk |

| Club Deportivo Jusakk | 4 - 2     | Halcones de Querétaro     | U. D. Reforma  | 14 de octubre  | 16:00          |                |                |                |
| Canchola FC           | 4 - 1     | Delfines de Tlajomulco FC | CODE Las Joyas | 5 de noviembre | 15:00          |                |                |                |
| DESCANSO:             | DESCANSO: | DESCANSO:                 | Furia Verde FC | Furia Verde FC | Furia Verde FC | Furia Verde FC | Furia Verde FC | Furia Verde FC |

| Club Deportivo Jusakk     | (3) 1 - 1 (5) | Canchola FC    | UD Reforma            | 21 de octubre         | 16:00                 |                       |                       |                       |
| Delfines de Tlajomulco FC | (6) 2 - 2 (5) | Furia Verde FC | Deportivo del Valle   | 21 de octubre         | 16:00                 |                       |                       |                       |
| DESCANSO:                 | DESCANSO:     | DESCANSO:      | Halcones de Querétaro | Halcones de Querétaro | Halcones de Querétaro | Halcones de Querétaro | Halcones de Querétaro | Halcones de Querétaro |

| Furia Verde FC | (2) 2 - 2 (4) | Club Deportivo Jusakk | CODE Las Joyas            | 27 de octubre             | 18:00                     |                           |                           |                           |
| Canchola FC    | 3 - 0         | Halcones de Querétaro | CODE Las Joyas            | 15 de noviembre           | 15:00                     |                           |                           |                           |
| DESCANSO:      | DESCANSO:     | DESCANSO:             | Delfines de Tlajomulco FC | Delfines de Tlajomulco FC | Delfines de Tlajomulco FC | Delfines de Tlajomulco FC | Delfines de Tlajomulco FC | Delfines de Tlajomulco FC |

| Club Deportivo Jusakk | 1 - 2     | Delfines de Tlajomulco FC | UD Reforma  | 4 de noviembre | 16:00       |             |             |             |
| Halcones de Querétaro | 0 - 3     | Furia Verde FC            | El Salitre  | 4 de noviembre | 13:00       |             |             |             |
| DESCANSO:             | DESCANSO: | DESCANSO:                 | Canchola FC | Canchola FC    | Canchola FC | Canchola FC | Canchola FC | Canchola FC |

| Furia Verde FC            | 0 - 3     | Canchola FC           | CODE Las Joyas        | 10 de noviembre       | 18:00                 |                       |                       |                       |
| Delfines de Tlajomulco FC | 1 - 3     | Halcones de Querétaro | Deportivo del Valle   | 11 de noviembre       | 16:30                 |                       |                       |                       |
| DESCANSO:                 | DESCANSO: | DESCANSO:             | Club Deportivo Jusakk | Club Deportivo Jusakk | Club Deportivo Jusakk | Club Deportivo Jusakk | Club Deportivo Jusakk | Club Deportivo Jusakk |

## Tabla general

### Zona Centro
| Pos. | Equipo               | Pts. | PJ | G  | E | P  | GF | GC | Dif. | Clasificación |
| ---- | -------------------- | ---- | -- | -- | - | -- | -- | -- | ---- | ------------- |
| 1    | CAR Veolaia          | 32   | 14 | 10 | 2 | 2  | 47 | 14 | +33  | Semifinales   |
| 2    | Tecos Temascalapa    | 31   | 14 | 9  | 3 | 2  | 52 | 14 | +38  | Semifinales   |
| 3    | Fútbol Club Albiazul | 27   | 14 | 8  | 4 | 2  | 50 | 15 | +35  | Semifinales   |
| 4    | Ángeles Neza FC      | 26   | 14 | 8  | 2 | 4  | 39 | 24 | +15  | Semifinales   |
| 5    | Murciélagos FC       | 20   | 14 | 6  | 1 | 7  | 31 | 23 | +8   | Eliminado     |
| 6    | CF Cantera           | 17   | 14 | 5  | 2 | 7  | 30 | 26 | +4   | Desafiliado   |
| 7    | Inter Amecameca B    | 6    | 14 | 2  | 0 | 12 | 14 | 69 | −55  | Eliminado     |
| 8    | Paseos Mamuts FC     | 3    | 14 | 1  | 0 | 13 | 10 | 88 | −78  | Eliminado     |

Actualizado a los partidos jugados el 6 de noviembre de 2023.
 Fuente: LBM
Criterios de clasificación: Puntos · Diferencia de goles · Goles a favor · Play-off

### Zona Bajío
| Pos. | Equipo                | Pts. | PJ | G | E | P | GF | GC | Dif. | Clasificación |
| ---- | --------------------- | ---- | -- | - | - | - | -- | -- | ---- | ------------- |
| 1    | Club Deportivo Jusakk | 15   | 8  | 4 | 2 | 2 | 15 | 11 | +4   | Final         |
| 2    | Halcones de Querétaro | 15   | 8  | 5 | 0 | 3 | 20 | 17 | +3   | Final         |
| 3    | Club Canchola         | 13   | 8  | 3 | 2 | 3 | 15 | 16 | −1   | Eliminado     |
| 4    | Furia Verde FC        | 11   | 8  | 3 | 2 | 3 | 14 | 13 | +1   | Eliminado     |
| 5    | Delfines FC           | 6    | 8  | 1 | 2 | 5 | 9  | 16 | −7   | Eliminado     |
| 6    | Gullit Peña FC        | 0    | 0  | 0 | 0 | 0 | 0  | 0  | 0    | Retirado      |

Actualizado a los partidos jugados el 4 de noviembre de 2023.
 Fuente: LBM
Criterios de clasificación: Puntos · Diferencia de goles · Goles a favor · Play-off

## Liguilla

### Fase final Zona Centro
|  | Semifinales                                    | Semifinales                                    | Semifinales                                    | Semifinales                                    | Semifinales                                    |   |   | Final                                    | Final                                    | Final                                    | Final                                    | Final                                    |  |
|  | 11 y 12 (ida) 18 de noviembre de 2023 (vuelta) | 11 y 12 (ida) 18 de noviembre de 2023 (vuelta) | 11 y 12 (ida) 18 de noviembre de 2023 (vuelta) | 11 y 12 (ida) 18 de noviembre de 2023 (vuelta) | 11 y 12 (ida) 18 de noviembre de 2023 (vuelta) |   |   | 26 de noviembre y 2 de diciembre de 2023 | 26 de noviembre y 2 de diciembre de 2023 | 26 de noviembre y 2 de diciembre de 2023 | 26 de noviembre y 2 de diciembre de 2023 | 26 de noviembre y 2 de diciembre de 2023 |  |
|  |                                                |                                                |                                                |                                                |                                                |   |   |                                          |                                          |                                          |                                          |                                          |  |
|  |                                                |                                                |                                                |                                                |                                                |   |   |                                          |                                          |                                          |                                          |                                          |  |
|  | 1                                              | CAR Veolaia                                    | 2                                              | 6                                              | 8                                              |   |   |                                          |                                          |                                          |                                          |                                          |  |
|  | 1                                              | CAR Veolaia                                    | 2                                              | 6                                              | 8                                              |   |   |                                          |                                          |                                          |                                          |                                          |  |
|  | 4                                              | Ángeles FC                                     | 2                                              | 2                                              | 4                                              |   |   |                                          |                                          |                                          |                                          |                                          |  |
|  | 4                                              | Ángeles FC                                     | 2                                              | 2                                              | 4                                              |   | 1 | CAR Veolaia                              | 0                                        | 1                                        | 1                                        |                                          |  |
|  |                                                |                                                |                                                |                                                |                                                |   | 1 | CAR Veolaia                              | 0                                        | 1                                        | 1                                        |                                          |  |
|  |                                                |                                                | 3                                              | Fútbol Club Albiazul                           | 3                                              | 1 | 4 |                                          |                                          |                                          |                                          |                                          |  |
|  | 2                                              | Tecos Temascalapa                              | 3                                              | Fútbol Club Albiazul                           | 3                                              | 1 | 4 | 1                                        | 1                                        | 2                                        |                                          |                                          |  |
|  | 2                                              | Tecos Temascalapa                              |                                                |                                                |                                                |   |   | 1                                        | 1                                        | 2                                        |                                          |                                          |  |
|  | 3                                              | Fútbol Club Albiazul                           | 2                                              | 2                                              | 4                                              |   |   |                                          |                                          |                                          |                                          |                                          |  |
|  | 3                                              | Fútbol Club Albiazul                           | 2                                              | 2                                              | 4                                              |   |   |                                          |                                          |                                          |                                          |                                          |  |
|  |                                                |                                                |                                                |                                                |                                                |   |   |                                          |                                          |                                          |                                          |                                          |  |

### Fase final Zona Bajío
|  | Final                                    |                       |   |   |   |  |
|  | 25 de noviembre y 2 de diciembre de 2023 |                       |   |   |   |  |
|  |                                          |                       |   |   |   |  |
|  | Club Deportivo Jusakk                    | Club Deportivo Jusakk | 3 | - | 3 |  |
|  | Club Deportivo Jusakk                    | Club Deportivo Jusakk | 3 | - | 3 |  |
|  | Halcones de Querétaro                    | Halcones de Querétaro | 0 | - | 0 |  |
|  | Halcones de Querétaro                    | Halcones de Querétaro | 0 | - | 0 |  |

### Final Nacional
|  | Final                                     |                       |   |   |   |  |
|  | 10 de diciembre y 16 de diciembre de 2023 |                       |   |   |   |  |
|  |                                           |                       |   |   |   |  |
|  | Club Deportivo Jusakk                     | Club Deportivo Jusakk | 1 | 0 | 1 |  |
|  | Club Deportivo Jusakk                     | Club Deportivo Jusakk | 1 | 0 | 1 |  |
|  | Fútbol Club Albiazul                      | Fútbol Club Albiazul  | 0 | 3 | 3 |  |
|  | Fútbol Club Albiazul                      | Fútbol Club Albiazul  | 0 | 3 | 3 |  |

## Estadísticas

### Máximos goleadores
Lista con los máximos goleadores del torneo.

Fecha de actualización: 6 de noviembre de 2023
| Posición | Jugador       | Club                 | Goles |
| -------- | ------------- | -------------------- | ----- |
| 1°       | Fidel Corral  | CAR Veolaia          | 26    |
| 2°       | Kevin Holguín | Tecos Temascalapa FC | 17    |
| 3°       | David Fajardo | FC Albiazul          | 12    |